# هارون تي. بليس
هارون تي. بليس هو سياسي أمريكي، ولد في 22 مايو 1837 في Peterboro, New York ‏ في الولايات المتحدة، وتوفي في 16 سبتمبر 1906 في ميلواكي في الولايات المتحدة. نشط حزبياً في الحزب الجمهوري. وقد انتخب حاكم ميشيغان ‏ (1901 – 1905) وانتخب عضو مجلس ولاية ميشيغان ‏ وانتخب عضو مجلس النواب الأمريكي ‏.